# Saint-Pierre-à-Arnes
Saint-Pierre-à-Arnes – miejscowość i gmina we Francji, w regionie Grand Est, w departamencie Ardeny.
Według danych na rok 1990 gminę zamieszkiwało 78 osób, a gęstość zaludnienia wynosiła 9 osób/km².